# Liste des médaillés olympiques en beach-volley
Pour le volley-ball en salle, voir Liste des médaillés olympiques en volley-ball.
Cet article présente la liste des joueurs et joueuses de beach-volley médaillés aux Jeux olympiques.

## Hommes
| Édition             | Or                                        | Argent                                       | Bronze                                     |
| 1996 Atlanta        | États-Unis Karch Kiraly Kent Steffes      | États-Unis Mike Dodd Mike Whitmarsh          | Canada John Child Mark Heese               |
| 2000 Sydney         | États-Unis Dain Blanton Eric Fonoimoana   | Brésil Zé Marco Ricardo Santos               | Allemagne Jörg Ahmann Axel Hager           |
| 2004 Athènes        | Brésil Emanuel Rego Ricardo Santos        | Espagne Javier Bosma Pablo Herrera           | Suisse Patrick Heuscher Stefan Kobel       |
| 2008 Pékin          | États-Unis Philip Dalhausser Todd Rogers  | Brésil Márcio Araújo Fábio Luiz Magalhães    | Brésil Emanuel Rego Ricardo Santos         |
| 2012 Londres        | Allemagne Julius Brink Jonas Reckermann   | Brésil Alison Cerutti Emanuel Rego           | Lettonie Mārtiņš Pļaviņš Jānis Šmēdiņš     |
| 2016 Rio de Janeiro | Brésil Alison Cerutti Bruno Oscar Schmidt | Italie Daniele Lupo Paolo Nicolai            | Pays-Bas Alexander Brouwer Robert Meeuwsen |
| 2020 Tokyo          | Norvège Anders Mol Christian Sørum        | ROC Viacheslav Krasilnikov Oleg Stoyanovskiy | Qatar Ahmed Tijan Cherif Younousse         |
| 2024 Paris          | Suède David Åhman Jonatan Hellvig         | Allemagne Clemens Wickler Nils Ehlers        | Norvège Anders Mol Christian Sørum         |

## Femmes
| Édition             | Or                                       | Argent                                             | Bronze                                            |
| 1996 Atlanta        | Brésil Sandra Pires Jackie Silva         | Brésil Mônica Rodrigues Adriana Samuel             | Australie Natalie Cook Kerri Pottharst            |
| 2000 Sydney         | Australie Natalie Cook Kerri Pottharst   | Brésil Shelda Bede Adriana Behar                   | Brésil Sandra Pires Adriana Samuel                |
| 2004 Athènes        | États-Unis Misty May-Treanor Kerri Walsh | Brésil Shelda Bede Adriana Behar                   | États-Unis Holly McPeak Elaine Youngs             |
| 2008 Pékin          | États-Unis Misty May-Treanor Kerri Walsh | Chine Tian Jia Wang Jie                            | Chine Xue Chen Zhang Xi                           |
| 2012 Londres        | États-Unis Misty May-Treanor Kerri Walsh | États-Unis Jennifer Kessy April Ross               | Brésil Juliana Felisberta da Silva Larissa França |
| 2016 Rio de Janeiro | Allemagne Laura Ludwig Kira Walkenhorst  | Brésil Ágatha Bednarczuk Bárbara Seixas            | États-Unis April Ross Kerri Walsh                 |
| 2020 Tokyo          | États-Unis Alexandra Klineman April Ross | Australie Mariafe Artacho del Solar Taliqua Clancy | Suisse Joana Heidrich Anouk Vergé-Dépré           |
| 2024 Paris          | Brésil Ana Patrícia Duda Lisboa          | Canada Brandie Wilkerson Melissa Humana-Paredes    | Suisse Nina Brunner Tanja Hüberli                 |